# Lewis Harcourt (1er vicomte Harcourt)
Lewis Vernon Harcourt, 1er vicomte Harcourt (né Reginald Vernon Harcourt, 31 janvier 1863 - 24 février 1922) est un homme politique britannique du Parti libéral qui est secrétaire d'État aux Colonies de 1910 à 1915. Il est surnommé "Loulou". 

## Jeunesse et éducation
Il est né à Nuneham House, Oxfordshire, le seul fils survivant de l'homme politique William Vernon Harcourt et de sa première épouse, Theresa Lister. Il est baptisé à l'origine sous le nom de Reginald, en l'honneur de l'ami universitaire de son père, Reginald Cholmondeley, mais lorsque George Cornewall Lewis décède un peu plus de deux mois après, il est rebaptisé sous le nom de Lewis. Il n'a jamais connu sa mère, décédée un jour seulement après sa naissance. Son frère aîné, Julian Harcourt, est décédé l'année précédente. Il fait ses études au Collège d'Eton. 
Il hérite des seigneuries du manoir de Stanton Harcourt, Nuneham Courtenay, North Hinksey, Coggs, Northmoor et Shifford dans l'Oxfordshire. 

## Carrière politique
Il est secrétaire particulier de son père, William, comme ministre de l'Intérieur de 1880 à 1885. Il est député libéral de Rossendale, Lancashire, de 1904 à 1916 et est premier commissaire des travaux dans le ministère d'Henry Campbell-Bannerman en 1905 (nommé au Cabinet en 1907) et au Cabinet d'Herbert Henry Asquith entre 1908 et 1910 et encore entre 1915 et 1916. Il autorise le placement dans les jardins de Kensington de la statue de Peter Pan, sculptée par George Frampton, érigée le 1er mai 1912. 
Entre 1910 et 1915, il est secrétaire d'État aux Colonies sous Asquith. En 1911, des vitres de sa maison de Berkeley Square sont brisées par des suffragettes, dont Ada Wright qui est emprisonnée pendant deux semaines. Harcourt est élevé à la pairie comme vicomte Harcourt, de Stanton Harcourt dans le comté d'Oxford, en 1917. 
Au cours du débat sur le Budget du peuple proposé par le chancelier David Lloyd George, Harcourt est parmi ses principaux détracteurs.
Harcourt est administrateur du British Museum, de la Wallace Collection, du Musée de Londres et de la National Portrait Gallery, qui a un portrait de lui. 
Harcourt s'intéresse à l'histoire naturelle et cherche à protéger les oiseaux, les poissons et autres créatures de l'extinction. Il reçoit un doctorat honoris causa (DCL) de l'université d'Oxford et est membre honorifique du Royal Institute of British Architects. 

## Port Harcourt
Port Harcourt, capitale de l'État de Rivers dans le sud du Nigeria, porte son nom. Lorsque le port est créé en 1912, le nom qu'il devait recevoir suscitait des controverses. En août 1913, le gouverneur général du Nigeria, Frederick Lugard écrit à Harcourt, alors secrétaire d'État aux Colonies, qu'« en l'absence de tout nom local convenable, je vous demanderais respectueusement votre permission d'appeler ce port Harcourt ». Le secrétaire d'État a répondu : « C'est avec plaisir que j'accède à votre suggestion d'associer mon nom au nouveau port ». 

## Mariage et enfants

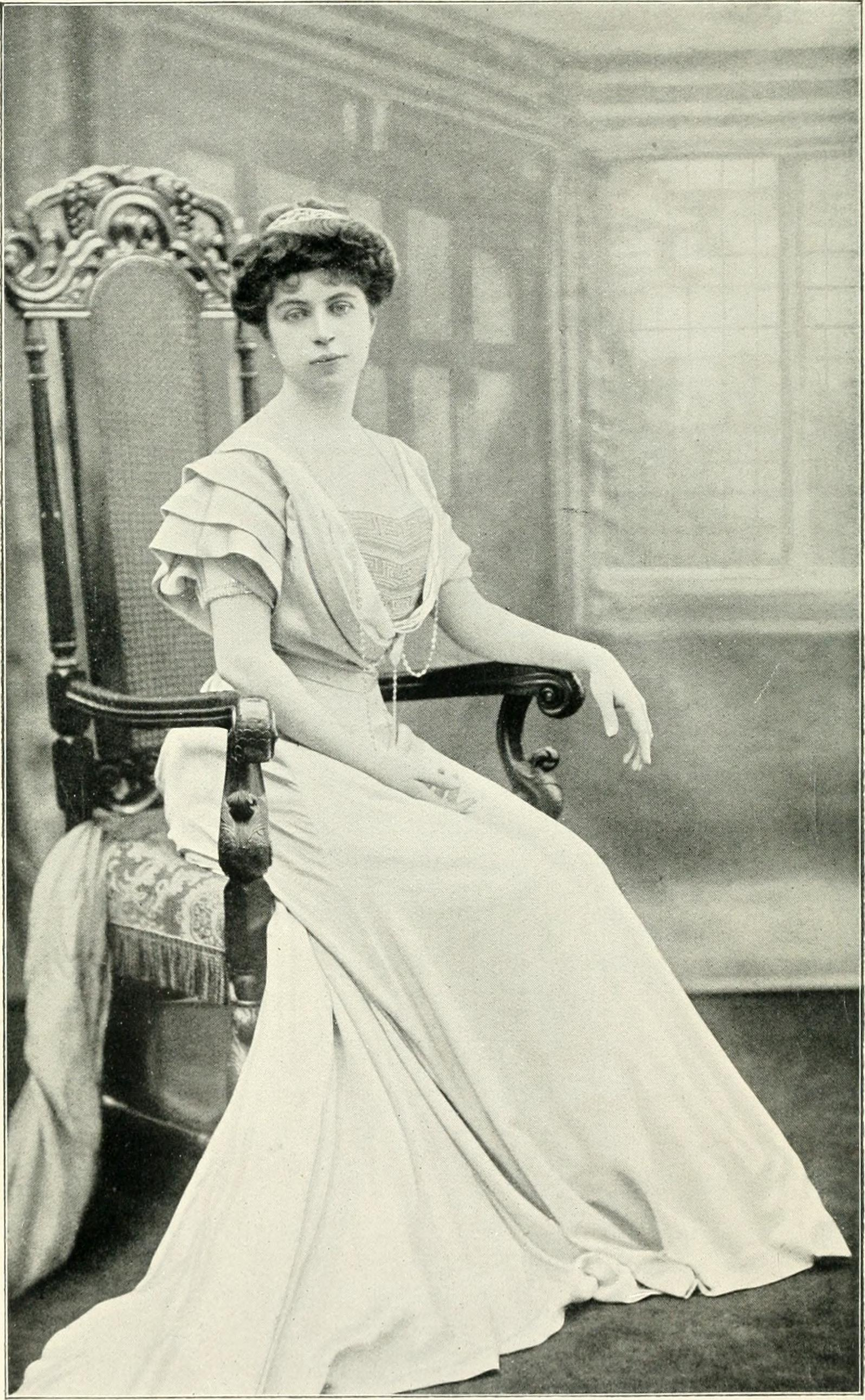
Mary Ethel Harcourt, vers 1911

Le 1er juillet 1899, il épouse Mary Ethel, fille du banquier anglo-américain Walter Hayes Burns et son épouse, Mary Morgan, une sœur de John Pierpont Morgan. Grâce à elle, la famille a acquis les émeraudes d'Harcourt. 
Marie, vicomtesse Harcourt, est nommée Dame de Grâce de l'Ordre de Saint-Jean puis Dame Grand-Croix de l'Ordre de l'Empire britannique (GBE) en 1918. Elle meurt le 7 janvier 1961. 
Le couple a quatre enfants : 
- Doris Harcourt (30 mars 1900 - 9 mai 1981); épouse Alexander Baring (6e baron Ashburton), leur fils aîné John est 7e baron Ashburton.
- Olivia Vernon Harcourt (5 avril 1902 - 2 août 1984) ; épouse (Godfrey) John Mulholland, fils cadet de Henry Mulholland (2e baron Dunleath) (décédé en 1948) ; 1 fils, 2 filles. Elle est dame de la chambre à coucher de la Reine mère Elizabeth de 1951 à 1961[7].
- Barbara Vernon Harcourt (28 avril 1905 - 19 mai 1961) ; épouse Robert Jenkinson en 1927 (1900-1970 ; plus tard divorcé) ; 1 fils, 2 filles. Elle se remarie, en 1937, avec William James Baird (9 novembre 1893 - 2 février 1961), et elle est se suicide quelques mois après la mort de son mari.
- William Harcourt (2e vicomte Harcourt) (5 octobre 1908 - 3 janvier 1979), devenu vicomte Harcourt à l'âge de 13 ans.

## Mort
Harcourt est connu dans la société londonienne comme un prédateur sexuel des jeunes des deux sexes. Il a tenté d'agresser sexuellement Dorothy Brett, la fille de Reginald Brett, alors qu'elle avait environ 15 ans. Dorothy Brett a écrit de lui que « c'est tellement fatigant que Loulou soit un si vieux roué. Il est aussi mauvais avec les garçons qu'avec les filles… il est simplement un maniaque du sexe. Ce n'est pas qu'il soit amoureux. C'est juste un désir sexuel ingouvernable pour les deux sexes ».
Harcourt est mort dans son sommeil dans sa maison de ville de Londres au 69, Brook Street (maintenant Savile Club) aux premières heures du 24 février 1922, à l'âge de 59 ans. Il avait pris une forte dose de somnifère, et il y avait des rumeurs de suicide à la suite des accusations d'agression sexuelle d'Edward James, un jeune Etonien qui devient plus tard un important collectionneur d'art surréaliste et d'autres arts contemporains. La mère de James a diffusé l'histoire dans la société bien que les accusations soient restées inconnues du grand public pendant cinquante ans. Une enquête est ouverte sur la cause du décès, qui rend un verdict de mort par mésaventure ; la cause sous-jacente étant une insuffisance cardiaque et un œdème soudain des poumons provoqués par une dose de Bromidia, qui lui avait été prescrite comme somnifère. Selon le médecin légiste, qui a découvert une maladie cardiaque étendue, la quantité de Bromidia qu'il avait prise n'aurait pas causé la mort d'une personne en bonne santé. Selon son valet de chambre, il ne restait qu'une très petite quantité de Bromidia dans la bouteille la veille au soir, car Harcourt n'en prenait pas régulièrement. 
Son médecin, Lindsay Scott, l'avait vu pour la dernière fois le 30 janvier et avait témoigné que Harcourt n'était pas en très bonne santé, étant faible et avec un rythme cardiaque irrégulier. Il a dit qu'il ne s'attendait pas à ce qu'il meure subitement, mais a admis: "Je ne pensais pas qu'il vivrait de nombreuses années". 
Un service commémoratif pour Lord Harcourt a lieu le 1er mars à l'Église Sainte-Marguerite de Westminster et il est enterré le même jour après un grand service funèbre à l'église paroissiale de Nuneham Courtney, dirigé par l'évêque d'Oxford Hubert Burge, l'évêque de Birmingham Henry Wakefield et le recteur révérend. Hildebrand Thomas Giles Alington. Il est enterré dans le caveau familial du cimetière.

## Sources
- (en) Robert Blake et Christine Stephanie Nicholls, The Dictionary of National Biography, (ninth Supplement) 1971–1980, Oxford University Press, 1986 (ISBN 978-0-19-865208-3, lire en ligne)
- (en) Viscount Lewis Harcourt, Loulou : selected extracts from the journals of Lewis Harcourt (1880–1895), Fairleigh Dickinson University Press, 2006, 328 p. (ISBN 978-0-8386-4103-3, lire en ligne)